# Jenny Keni
Jenny Keni (ur. 11 października 1982, Ato'ifi) – salomońska lekkoatletka, sprinterka, dwukrotna olimpijka.
Dwukrotnie startowała w biegu na 100 metrów kobiet na igrzyskach olimpijskich w 2000 w Sydney i  w 2004 w Atenach. Brała udział w mistrzostwach świata w lekkoatletyce w 2003 i 2007. W 2006 na lokalnych zawodach Wysp Salomona -Solomon Islands Games - zdobyła srebrny medal w biegu na 100 metrów i brązowy w biegu na 200.

## Rekordy życiowe
- bieg na 100 metrów - 12,64 (2003)